# Nymphorgerius clariceps
Nymphorgerius clariceps är en insektsart som beskrevs av Alexander Fyodorovich Emeljanov 1972. Nymphorgerius clariceps ingår i släktet Nymphorgerius och familjen Dictyopharidae. Inga underarter finns listade i Catalogue of Life.